# 金郷県
金郷県（きんきょう-けん）は、中華人民共和国山東省済寧市に位置する県。中国国内最大のニンニクの産地で、海外に多く輸出されている。

## 行政区画
下部に4街道、9鎮を管轄する。
- 街道:金郷街道、高河街道、魚山街道、王丕街道
- 鎮:羊山鎮、胡集鎮、霄雲鎮、鶏黍鎮、司馬鎮、馬廟鎮、化雨鎮、卜集鎮、興隆鎮

## 出身有名人
- 彭越
- 伊籍
- 檀道済